# Hexagone magique
En mathématiques, un hexagone magique d'ordre n est un arrangement de nombres formant un gabarit hexagonal centré avec n cellules sur chaque côté. La somme des nombres dans chaque rangée ou dans les trois directions font la même somme. Un hexagone magique normal contient tous les entiers allant de 1 à 3n2 − 3n + 1. Il existe seulement deux arrangements respectant ces conditions, celui d'ordre 1 et celui d'ordre 3. De plus, la solution d'ordre 3 est unique. Meng en donne une preuve constructive  .

## Hexagones normaux
Un hexagone magique est dit normal quand il utilise la suite des nombres commençant par 1.
|         |         |
| Ordre 1 | Ordre 3 |
| M = 1   | M = 38  |

L'hexagone d'ordre 3 a été publié à plusieurs reprises comme une « nouvelle » découverte. La plus vieille référence sur le sujet remonte à Ernst von Haselberg en 1887.

## Hexagones non normaux
Il existe des hexagones non normaux d'ordre supérieur à 3. La suite numérique commence avec un nombre différent de 1, qui peut être positif ou négatif. Arsen Zahray a découvert ces hexagones d'ordre 4 et 5 :
|                                   |                                   |
| Ordre 4 (non normal)              | Ordre 5 (non normal)              |
| (commence à 3 et se termine à 39) | (commence à 6 et se termine à 66) |
| M = 111                           | M = 244                           |

Un hexagone d'ordre 6 a été publié par Louis Hoelbling le 11 octobre 2004 :
|                                     |
| Ordre 6 (non normal)                |
| (commence à 21 et se termine à 111) |
| M = 546                             |

Un hexagone d'ordre 7 a été publié par Arsen Zahray le 22 mars 2006 (il a fait appel au recuit simulé) :
|                                    |
| Ordre 7 (non normal)               |
| (commence à 2 et se termine à 128) |
| M = 635                            |

Un hexagone d'ordre 8 a été publié par Louis K. Hoelbling le 5 février 2006 :
|                                     |
| Ordre 8 (non normal)                |
| (commence à -84 et se termine à 84) |
| M = 0                               |

Un hexagone d'ordre 9 a été publié par Klaus Meffert le 10 septembre 2024 :
|                                       |
| Ordre 9 (non normal)                  |
| (commence à -108 et se termine à 108) |
| M = 0                                 |